# 101, avenue Henri-Martin
101, avenue Henri-Martin est un roman de Régine Deforges paru en 1983, second volet de l'œuvre commencée avec La Bicyclette bleue.

## Synopsis
Léa s'engage de plus en plus dans la Résistance, ignorant que la Gestapo et les Miliciens la soupçonnent. Le soutien d'une partie de sa famille aux occupants la protège momentanément, ainsi que l'intervention régulière de François Tavernier, au double jeu dangereux. Léa se sent de plus en plus attirée par François, alors que le domaine de son enfance est convoité par ceux qui n'attendent que le bon moment pour la dénoncer.